# Johann de Pay

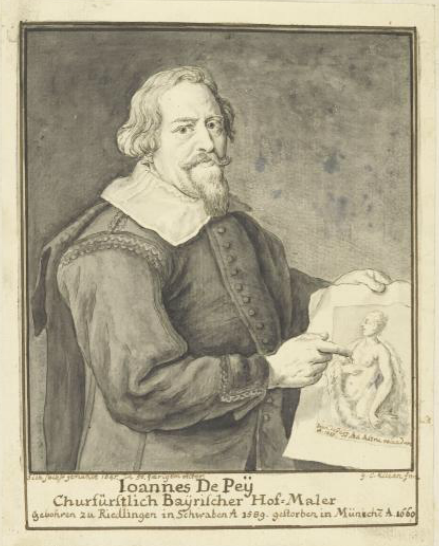
Johann de Pay

Johann de Pay (* getauft 28. Juli 1614 in Riedlingen; † 1660 in München) war ein kurbayerischer Hofmaler.

## Leben
Johann de Pay, der sich auch Depay, Depey oder Pey schrieb, war ein Sohn des Malers Hans Depay. Er wurde am 28. Juli 1614 in Riedlingen getauft. Er erhielt seine Ausbildung in den Niederlanden und stand vor allem unter dem Einfluss Anton van Dycks. Ab 1634 hielt er sich nachweislich bei Verwandten in Antwerpen auf. Seinen ersten Auftrag vom kurfürstlichen Hof in München erhielt er um 1637. Damals wurde er zwar nicht in die Zunft aufgenommen, wie er es beantragt hatte, erhielt jedoch zahlreiche Arbeitsaufträge: Hatte er zunächst nur Gemälde auszubessern, so erhielt er schon 1638 für mehrere Porträts Honorarzahlungen. 1640 wurde er Hofmaler. Zwei Jahre später ließ er sich in Augsburg nieder.

## Werke

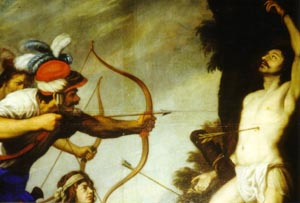
Martyrium des hl. Sebastian

Erhalten geblieben ist etwa eine Beweinung Christi in der Kirche St. Peter in München, ein Selbstbildnis in Augsburg, das Bildnis eines Mannes, das sich im Germanischen Museum in Nürnberg befindet, und ein Bildnis einer Frau, das sich im Besitz der Staatsgalerie in Stuttgart befindet. In der Kirche St. Martin in Landshut ist noch ein Choraltarblatt mit einer Himmelfahrt Mariae zu sehen. Dieses Gemälde wurde 1658 von de Pay begonnen und später von Hieronymus Mänderlein vollendet. Die 1656 erbaute Riedlinger Klosterkirche enthält ein Hochaltarbild, das das Martyrium des hl. Sebastian zeigt. Signiert mit „Jo:De:Pay“, ist dieses Bild möglicherweise sein letztes vollendetes Werk.
De Pays Selbstporträt, auf dem er einen Kupferstich mit einer eher spärlich bekleideten Dame in der Hand hält, wurde später von dem Kupferstecher Georg Christoph Kilian vervielfältigt.